# Hydrolec Denis
Hydrolec Denis is een watermolen op de Vesder in de tot de Belgische gemeente Trooz behorende plaats Nessonvaux, gelegen aan Rue Large 162.
Deze bovenslagmolen bestond al in 1800. In de loop van de 19e eeuw fungeerde de molen als ijzermolen, want ze dreef een smederij aan. Vervolgens werd het een korenmolen. Begin 20e eeuw experimenteerden de molenaars met elektriciteitsproductie en stond de molen bekend als Maison d'Electricité. In 1996 werd de molen gekocht door Félix Denis, en deze hernieuwde de molengebouwen en ging opnieuw stroom opwekken onder de naam Hydrolec Denis, en daarmee konden 67 huishoudens worden verzorgd.